# 丹尼尔·巴利亚尔特
丹尼尔·巴利亚尔特（西班牙語：Daniel Ballart，1973年3月17日—），西班牙男子水球运动员。他曾代表西班牙参加1992年、1996年、2000年和2004年夏季奥林匹克运动会水球比赛，获得一枚金牌和一枚银牌。